# Schloss Winklarn

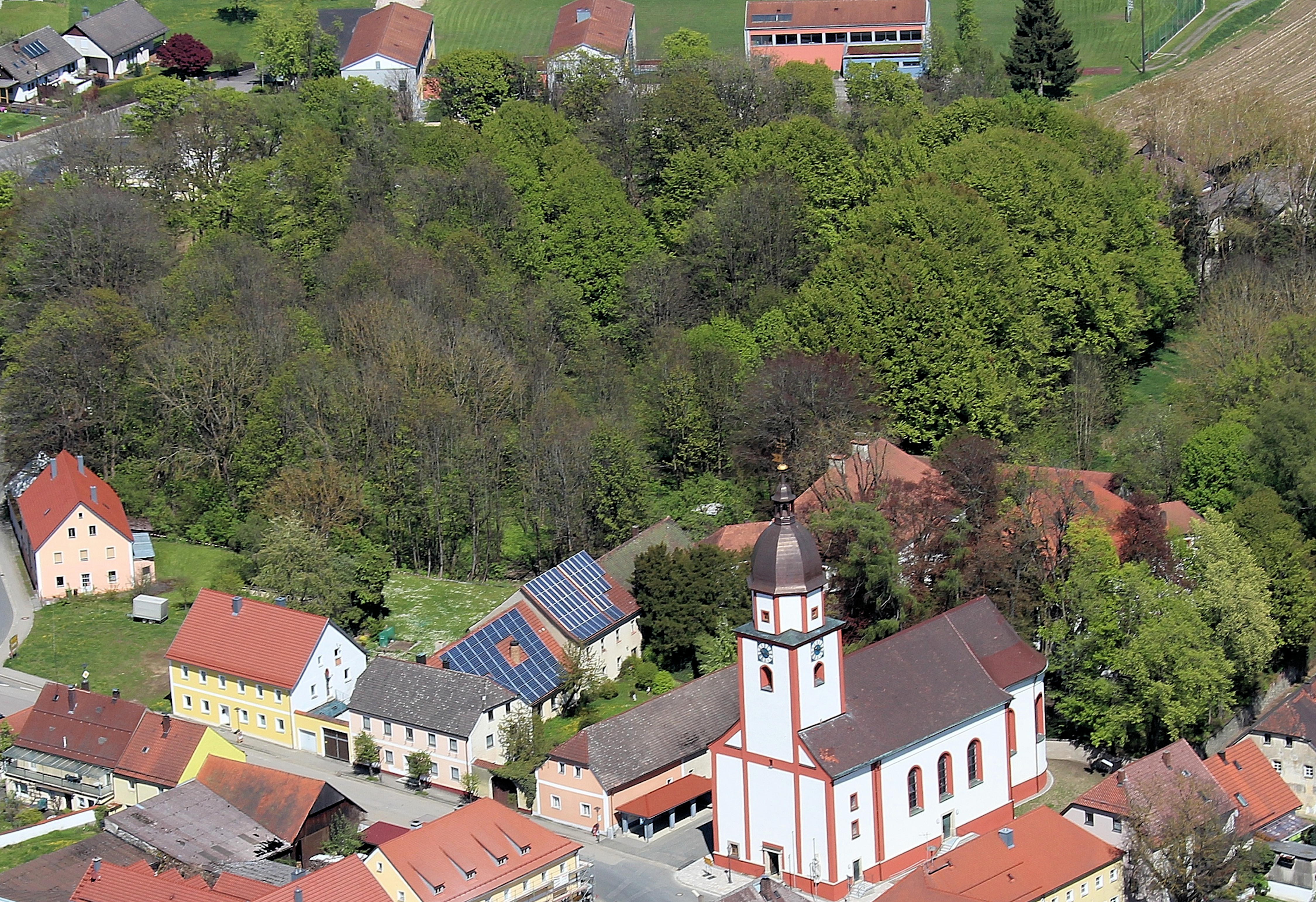
Katholische Pfarrkirche St. Andreas von Winklarn, dahinter das Schloss Winklarn

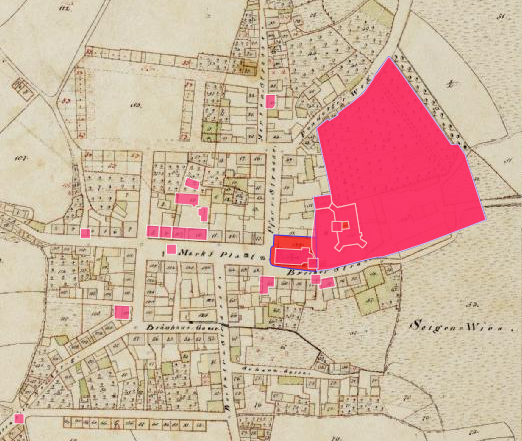
Lageplan von Schloss Winklarn auf dem Urkataster von Bayern

Das Schloss Winklarn  befindet sich in der oberpfälzischen Gemeinde Winklarn im Landkreis Schwandorf. Das Schloss liegt unmittelbar nordöstlich der Pfarrkirche St. Andreas von Winklarn und nördlich der Johann-Metzler-Straße und ist unter der Aktennummer D-3-76-178-1 als Baudenkmal verzeichnet. „Archäologische Befunde und Funde im Bereich des Schlosses in Winklarn, zuvor mittelalterliche Burg“ werden zudem als Bodendenkmal unter der Aktennummer D-3-6540-0112 geführt.

## Geschichte
Winklarn gehörte zur Herrschaft Schneeberg, die Otto von Niederbayern 1296 von Friedrich dem Sigenhofer erworben hatte. Im niederbayerischen Herzogsurbar von ca. 1301 wird Winchlorn mit einer Kirche und einem Turm erwähnt. Bei dem Turm ist an eine mit einer Ringmauer umgebene Turmburg zu denken, die hier einen ersten Edelsitz belegt; dieser gehörte damals zum Haus Schneeberg. In Urkunden des Klosters Schönthal von 1348 treten Gotfrid der Zenger und seine Hausfrau Peters auf Winchberen auf, 1372 wird Hanns der Zenger auf Wynchlaern genannt. Im 15. Jahrhundert sind die Sazenhofen in Winklarn belegt: 1418 sind dies die Gebrüder Wilhelm und Hanns Sazenhofen zu Frauenstein und Winklarn, 1454 Wolfgang Sazenhofen, 1489 Sigmund Wilhelm und Hanns Sazenhofen, 1503  Wilhelm und Hanns Sazenhofen zu Winklarn, Frauenstein und Altenschneeberg, 1507 sind es Hanns, Kunz und Dietz die Sazenhofen. 1514 musste Dietrich (Dietz) Sazenhofen Winklarn seinem Schwiegervater Hans Laminger übergeben. 1518 ist Thomas Fuchs und 1525 Hanns Fuchs als Besitzer eingetragen, Thomas Fuchs von Wallburg († 1526) war seit 1512 Reichshauptmann von Regensburg. Winklarn war ein Allodialbesitz, Hanns Fuchs hatte zudem von Kaiser Karl V. einen Lehenbrief über den Blutbann der Herrschaft Schneeberg, Reichenstein und Schönsee erhalten. Winklarn teilt in der Folge die Besitzergeschichte der Herrschaft Schneeberg, einschließlich von Dietersberg. 
Am 30. Juli 1732 verkaufte Karl Sigmund von Aufseß das Allodialgut Winklarn zur Abtragung seiner Schulden an seinen Schwager Johann Friedrich Graf von Lanthieri, der wiederum einen Teil seines Winklarer Besitzes (Dietersdorf, Laub, Hannesried, Kagern) an Graf Metsch, den Mitbesitzer von Schönsee, übertragen musste. Auf Winklarn werden in der Folge genannt: Ferdinand Karl von Lanthieri (1740), Johann Bernhard von Pranken (1745), Friedrich Karl von Karg (1752), Max Joseph von Karg (1776) und danach seine Witwe und Kinder, 1794 ging Winklarn in den Besitz des Karl Adam von Bernklo über. Bernklo verstarb am 17. August 1801; seine Kinder konnten den Besitz nicht halten und so ersteigerte Graf Wilhelm von Eckart auf Leonberg die Herrschaft Reichenstein-Schönsee und Frauenstein mit Winklarn. Von diesem kam der Besitz an seine Tochter Eugenie Katharina Gräfin von Eckart; diese heiratete 1810 in einer „Blitzheirat“ Charles Comte Du Moulin, einen Generalleutnant der napoleonischen Truppen, der mit dem Heer Napoleons auf dem Russlandfeldzug hier Station gemacht hatte. Unter König Ludwig I. wurde aus dem französischen Familiennamen Du Moulin die deutschsprachige Bezeichnung „von der Mühle“, der vollständige adelige Familienname lautete danach „Von der Mühle-Eckart“. Diese Familie ist auch heute noch im Besitz des Schlosses Winklarn.

## Baulichkeit
Die bereits im 14. Jahrhundert genannte Burg wurde im 16. Jahrhundert durch einen Schlossneubau ersetzt.  Dieser war der Herrschaftsmittelpunkt von Winklarn, Reichenstein-Schönsee und der Hofmark Frauenstein. Bei dem großen Stadtbrand 1822 brannte auch das Schloss nieder und wurde danach zweigeteilt wieder aufgebaut.
Das Schloss bildet heute eine Dreiflügelanlage um einen kleinen Innenhof. Der Nord- und der Südteil bestehen aus zwei dreigeschossigen Walmdachbauten mit drei Ecktürmen (zwei auf der Südseite, einer auf der Nordwestecke; auf einer Karte des Amtes Murach von 1589 ist das Schloss noch mit vier Türmen abgebildet). Beide Walmdachbauten sind im Osten durch einen zweigeschossigen Satteldachbau miteinander verbunden. Im Westen befindet sich ein Hoftor mit einem rundbogigen Säulenportal aus Sandstein. Dieses stammte ursprünglich aus dem 16. Jahrhundert und wurde nach dem Schlossbrand von 1822 verändert aufgebaut. Die dazugehörige Remise, ursprünglich das Gerichtsgebäude,  ist ein  eingeschossiger Satteldachbau aus verputztem Bruchsteinmauerwerk aus dem 16. Jahrhundert. Zu dem Schloss gehört eine Parkanlage mit Steinfiguren und einem Brunnen.